# Các cuộc thi nghệ thuật tại Thế vận hội Mùa hè 1936
Các cuộc thi nghệ thuật đã được tổ chức như một phần của Thế vận hội Mùa hè 1936 tại Berlin, Đức. Huy chương được trao ở 5 hạng mục (kiến trúc, văn học, âm nhạc, hội họa, và điêu khắc) cho những tác phẩm lấy cảm hứng từ các chủ đề liên quan tới thể thao.
Triển lãm nghệ thuật diễn ra ở hội trường của khu vực triển lãm Berlin từ ngày 15 tháng 7 tới ngày 16 tháng 8, và trưng bày 667 tác phẩm nghệ thuật đến từ 22 quốc gia. Cụ thể, cuộc thi văn học thu hút 40 tác phẩm của 12 nước, và cuộc thi âm nhạc có 33 nhạc phẩm từ 9 nước.
Các cuộc thi nghệ thuật tại Thế vận hội 1936 cũng giống với các kỳ 1928 và 1932, khi huy chương được trao cho các tiểu hạng mục thuộc các hạng mục nêu trên. Ban giám khảo đã không trao huy chương ở 3 tiểu hạng mục, và không có huy chương vàng nào ở 3 tiểu hạng mục tương tự khác.
Các cuộc thi nghệ thuật là một phần của chương trình Thế vận hội trong khoảng thời gian từ năm 1912 tới 1948.
Tại một cuộc họp của Ủy ban Olympic Quốc tế vào năm 1949, các bên nhất trí tổ chức các gian trưng bày thay vì các cuộc thi, với lý do sẽ là không hợp lý khi cho phép những nghệ sĩ chuyên nghiệp tham gia tranh tài nhưng chỉ cho các vận động viên nghiệp dư thi đấu tại các nội dung thể thao. Từ 1952, một lễ hội văn hóa và nghệ thuật không mang tính cạnh tranh được lồng ghép vào mỗi kỳ Olympic.

## Kiến trúc
| Hạng mục           | Vàng                                                    | Bạc                                                  | Đồng                                                                         |
| ------------------ | ------------------------------------------------------- | ---------------------------------------------------- | ---------------------------------------------------------------------------- |
| Thiết kế kiến trúc | Hermann Kutschera (AUT) · Sân vận động Trượt tuyết      | Werner March (GER) · Sân thể thao Reich              | Hermann Stiegholzer và Herbert Kastinger (AUT) · Trung tâm Thể thao tại Viên |
| Quy hoạch đô thị   | Werner March và Walter March (GER) · Sân thể thao Reich | Charles Downing Lay (USA) · Công viên biển, Brooklyn | Theo Nußbaum (GER) · Quy hoạch đô thị và Trung tâm Thể thao ở Köln           |

## Văn học
| Hạng mục | Vàng                               | Bạc                                            | Đồng                                      |
| -------- | ---------------------------------- | ---------------------------------------------- | ----------------------------------------- |
| Thơ      | Felix Dhünen (GER) · "Der Läufer"  | Bruno Fattori (ITA) · "Profili Azzurri"        | Hans Stoiber (AUT) · "Der Diskus"         |
| Kịch     | không trao giải                    | không trao giải                                | không trao giải                           |
| Hùng ca  | Urho Karhumäki (FIN) · "Avoveteen" | Wilhelm Ehmer (GER) · "Um den Gipfel der Welt" | Jan Parandowski (POL) · "Dysk Olimpijski" |

## Âm nhạc
| Hạng mục            | Vàng                                      | Bạc                                              | Đồng                                    |
| ------------------- | ----------------------------------------- | ------------------------------------------------ | --------------------------------------- |
| Đơn ca và hợp xướng | Paul Höffer (GER) · "Olympischer Schwur"  | Kurt Thomas (GER) · "Kantate zur Olympiade 1936" | Harald Genzmer (GER) · "Der Läufer"     |
| Soạn cho nhạc khí   | không trao giải                           | không trao giải                                  | không trao giải                         |
| Soạn cho dàn nhạc   | Werner Egk (GER) · "Olympische Festmusik" | Lino Liviabella (ITA) · "Il vincitore"           | Jaroslav Křička (TCH) · "Horácká suita" |

## Hội họa
| Hạng mục                       | Vàng                                      | Bạc                                                   | Đồng                                                      |
| ------------------------------ | ----------------------------------------- | ----------------------------------------------------- | --------------------------------------------------------- |
| Tranh màu (painting)           | không trao giải                           | Rudolf Eisenmenger (AUT) · "Läufer vor dem Ziel"      | Ryuji Fujita (JPN) · "アイスホッケー"                     |
| Tranh vẽ (drawing) và màu nước | không trao giải                           | Romano Dazzi (ITA) · "Quattro bozzetti per affreschi" | Sujaku Suzuki (JPN) · "古典的競馬"                        |
| Nghệ thuật đồ họa              | không trao giải                           | không trao giải                                       | không trao giải                                           |
| Đồ họa thương mại              | Alex Diggelmann (SUI) · "Arosa I Placard" | Alfred Hierl (GER) · "Internationales Avusrennen"     | Stanisław Ostoja-Chrostowski (POL) · "Dyplom Yacht Klubu" |

## Điêu khắc
| Hạng mục            | Vàng                                          | Bạc                                 | Đồng                                     |
| ------------------- | --------------------------------------------- | ----------------------------------- | ---------------------------------------- |
| Đúc tượng           | Farpi Vignoli (ITA) · "Il guidatore di sulki" | Arno Breker (GER) · "Zehnkämpfer"   | Stig Blomberg (SWE) · "Brottande pojkar" |
| Phù điêu            | Emil Sutor (GER) · "Hürdenläufer"             | Józef Klukowski (POL) · "Piłkarze"  | không trao giải                          |
| Tạo hình huy chương | không trao giải                               | Luciano Mercante (ITA) · "Medaglie" | Josue Dupon (BEL) · "Equestrian Medals"  |

## Bảng huy chương
Đương thời, huy chương được trao cho các nghệ sĩ trên, nhưng sau đó các cuộc thi nghệ thuật đã không còn được IOC coi là sự kiện chính thức của Olympic; chúng cũng không xuất hiện trong hệ thống dữ liệu về huy chương  hay bảng huy chương Thế vận hội 1936 của IOC.
| Hạng                | Đoàn                | Vàng | Bạc | Đồng | Tổng số |
| ------------------- | ------------------- | ---- | --- | ---- | ------- |
| 1                   | Đức (GER)           | 5    | 5   | 2    | 12      |
| 2                   | Ý (ITA)             | 1    | 4   | 0    | 5       |
| 3                   | Áo (AUT)            | 1    | 1   | 2    | 4       |
| 4                   | Phần Lan (FIN)      | 1    | 0   | 0    | 1       |
| 4                   | Thụy Sĩ (SUI)       | 1    | 0   | 0    | 1       |
| 6                   | Ba Lan (POL)        | 0    | 1   | 2    | 3       |
| 7                   | Hoa Kỳ (USA)        | 0    | 1   | 0    | 1       |
| 8                   | Nhật Bản (JPN)      | 0    | 0   | 2    | 2       |
| 9                   | Tiệp Khắc (TCH)     | 0    | 0   | 1    | 1       |
| 9                   | Bỉ (BEL)            | 0    | 0   | 1    | 1       |
| 9                   | Thụy Điển (SWE)     | 0    | 0   | 1    | 1       |
| Tổng số (11 đơn vị) | Tổng số (11 đơn vị) | 9    | 12  | 11   | 32      |